# Hans Curt Flemming
Hans Curt Flemming (30. november 1886 i Stettin – 15. februar 1935 i Weingarten, Baden-Württemberg) var en tysk kaptajnløjtnant og pioner indenfor luftfart, som fra 1. april 1918 var stationeret på luftskibsbasen i Tønder som kommandant for stedets nyeste og mest moderne zeppeliner L 60, indtil ødelæggelsen ved bombardementet 19. juli 1918.
Efter realeksamen arbejdede han et halvt år på skibsværftet i Stettin og startede 1907 som søkadet i den Kaiserliche Marine.
I 1910 blev han forfremmet til løjtnant og 1913 til Oberleutnant zur See (premierløjtnant).

## Under 1. verdenskrig
Under søslaget ved Jylland i 1916 deltog han ombord på den lette krydser SMS Stettin.
I november 1916 sendtes han på flyverskole i Nordholz, hvor chefinstruktøren var Hugo Eckener.
I marts 1917 fik han bevis som luftskibskommandant og blev i juli forfremmet til kaptajnløjtnant.
Han fik under 1. verdenskrig tjenestested i Hage, Wittmund, Nordholz, Löwental, Ahlhorn, Tønder, Wildeshausen og Jüterbog med følgende af marinens luftskibe:
- L 13 fra 17. februar til 28. april 1917. (14 ture)
- L 55 fra 8. september til 20. oktober 1917. (3 ture). Satte højderekord på 7.650 m (-30°C)
- L 60 [1] fra 1. april til bombardementet af luftskibsbasen i Tønder 19. juli 1918. (18 ture). Deltog bl.a. i et bombetogt 12. april 1918.
- SL 22 fra 7. september 1918 til 28. oktober 1918. (3 ture med et forsøgsluftskib)

## Pioner i civil luftfart
I september 1919 satte Hugo Eckener Hans Flemming til at flyve LZ 120 Bodensee til Friedrichshafen, men 3. juli 1921 måtte han aflevere luftskibet som krigsskadeerstatning til Italien, hvor det omdøbtes 'Esperia'.
I oktober 1924 leverede han også LZ 126 som krigsskadeerstatning til USA, hvor det omdøbtes til ZR-3 'USS Los Angeles'.
Hans Curt fløj 55 ture med LZ 127 Graf Zeppelin, bl.a. i oktober 1928 på den store Amerikarejse sammen med Hugo Eckener, hvor 9.926 km tilbagelagdes på 112 timer.
I marts 1929 fulgte en tur til Orienten, i august-december 1929 en jordomrejse,
maj-juni 1930 den første Sydamerikatur
og juli 1931 en tur til Arktis.
Med stærke smerter gennemførte han sin sidste tjenestetid i 1934, men efter en tarmoperation døde han senere på sygehuset i Weingarten i en alder af 48 år og blev begravet ved Flughafen Friedrichshafen.
I Nordholz på flymuseet Aeronauticum udstilles effekter fra boet efter Hans Curt Flemming.

## Familie
Hans Curt Flemming var søn af storkøbmanden Hermann Flemming og hustru Hedwig Bally i Stettin. Faderen døde meget tidligt.
Den 4. december 1919 giftede han sig med Lisa Meister fra kurbyen Misdroy (polsk:Międzyzdroje) ved Stettin. 
Sønnen Jürgen Flemming (1920-2013) var 1967-1984 borgmester i Friedrichshafen.

## Eksterne links
- Kapitänleutnant Hans Kurt Flemming - zeppelin-museum.dk
- Hans-Curt Flemming – dowódca sterowców - sedina.pl

1. ↑  Probefahrt zweier Marineluftschiffe (1918) - filmportal.de (video)
2. ↑  Passengers and Crew of Graf Zeppelin’s Round the World Flight of 1929 - airships.net
3. ↑  Die 1. Südamerikafahrt von LZ 127 "Graf Zeppelin" vom 18. Mai bis 6. Juni 1930 Arkiveret 30. oktober 2014 hos  Wayback Machine - briefmarkensammler-schwedt.de
4. ↑  1931 - Die Polarfahrt - LZ 127 - Graf Zeppelin Arkiveret 6. oktober 2014 hos  Wayback Machine - histoarktis.de
5. ↑  Museum in Nordholz stolz auf Flemming-Sammlung - suedkurier.de
6. ↑  Alt-Bürgermeister Jürgen Flemming ist tot - suedkurier.de